# Dasyatis
Dasyatis là một chi cá đuối trong họ dasyatidae. Các thành viên trong chi này, trước đây thuộc chi Neotrygon.

## Các loài
Hiện tại có 41 loài được ghi nhận:
- Dasyatis acutirostra K. Nishida & Nakaya, 1988
- Dasyatis akajei J. P. Müller & Henle, 1841
- Dasyatis americana Hildebrand & Schroeder, 1928
- Dasyatis bennetti J. P. Müller & Henle, 1841
- Dasyatis brevicaudata F. W. Hutton, 1875
- Dasyatis centroura Mitchill, 1815
- Dasyatis chrysonota A. Smith, 1828
- Dasyatis colarensis H. R. S. Santos, U. L. Gomes & Charvet-Almeida, 2004
- Dasyatis dipterura D. S. Jordan & C. H. Gilbert, 1880
- Dasyatis fluviorum J. D. Ogilby, 1908
- Dasyatis garouaensis Stauch & Blanc, 1962
- Dasyatis geijskesi Boeseman, 1948
- Dasyatis gigantea Lindberg, 1930
- Dasyatis guttata Bloch & J. G. Schneider, 1801
- Dasyatis hastata DeKay, 1842
- Dasyatis hypostigma H. R. S. Santos & M. R. de Carvalho, 2004
- Dasyatis izuensis K. Nishida & Nakaya, 1988
- Dasyatis laevigata Y. T. Chu, 1960
- Dasyatis laosensis T. R. Roberts & Karnasuta, 1987
- Dasyatis lata Garman, 1880
- Dasyatis longa Garman, 1880
- Dasyatis longicauda Last & W. T. White, 2013 (Merauke stingray)[3]
- Dasyatis margarita Günther, 1870
- Dasyatis margaritella Compagno & T. R. Roberts, 1984
- Dasyatis marianae U. L. Gomes, R. de S. Rosa & Gadig, 2000
- Dasyatis marmorata Steindachner, 1892
- Dasyatis matsubarai Miyosi, 1939
- Dasyatis microps Annandale, 1908
- Dasyatis multispinosa (Tokarev, 1959)
- Dasyatis navarrae Steindachner, 1892
- Dasyatis parvonigra Last & W. T. White, 2008
- Dasyatis pastinaca Linnaeus, 1758
- Dasyatis rudis Günther, 1870
- Dasyatis sabina Lesueur, 1824
- Dasyatis say Lesueur, 1817
- Dasyatis sinensis Steindachner, 1892
- Dasyatis thetidis J. D. Ogilby, 1899
- Dasyatis tortonesei Capapé, 1975
- Dasyatis ukpam J. A. Smith, 1863
- Dasyatis ushiei D. S. Jordan & C. L. Hubbs, 1925
- Dasyatis zugei J. P. Müller & Henle, 1841